# Micrelaps muelleri
Micrelaps muelleri là một loài rắn trong họ Atractaspididae. Loài này được Boettger mô tả khoa học đầu tiên năm 1880.